# 蘇生講
蘇生講（そせいこう）は、1992年3月に創価学会の元副会長であった福島源次郎と創価学会からの脱会者の一部によって結成された。日蓮正宗総本山大石寺境内の塔中にある南之坊所属の講中（信徒組織）であり、南之坊住職を指導教師としている。
なお、南之坊には別の講中も存在し、蘇生講は南之坊の唯一の講中ではない。

## 所属寺院
日蓮正宗総本山大石寺塔中南之坊